# Othell Wilson
Coatlen Othell Wilson (Alexandria, 26 ottobre 1961) è un ex cestista statunitense, professionista nella NBA.

## Carriera
È stato selezionato dai Golden State Warriors al secondo giro del Draft NBA 1984 (35ª scelta assoluta).

## Palmarès
- Miglior tiratore di liberi USBL (1986)